# Alice (альбом)
Alice — четырнадцатый студийный альбом автора-исполнителя Тома Уэйтса, изданный 7 мая 2002 года. Вышел одновременно с Blood Money.

## Об альбоме
Alice включает в себя песни для одноимённого спектакля-вариации на тему «Алисы в Стране чудес». Адаптация была сделана Робертом Уилсоном, с которым Уэйтс работал прежде во время записи своего альбома The Black Rider. Пьеса Уилсона впервые демонстрировалась ещё в 1992 году в Гамбурге и с тех пор побывала в разных театрах по всему миру. Тогда же, за десять лет до официального выхода появился бутлег Alice Demos с черновыми вариантами песен Тома. Источник его, вероятно — автомобиль певца, ограбленный всё в том же 1992 году. Официальный альбом Alice был хорошо принят критиками, к примеру Metacritic поставил его на второе место в Топ 30 2002 года.

## Список композиций
| №   | Название                   | Длительность |
| --- | -------------------------- | ------------ |
| 1.  | «Alice»                    | 4:28         |
| 2.  | «Everything You Can Think» | 3:10         |
| 3.  | «Flower's Grave»           | 3:28         |
| 4.  | «No One Knows I'm Gone»    | 1:42         |
| 5.  | «Kommienezuspadt»          | 3:10         |
| 6.  | «Poor Edward»              | 3:42         |
| 7.  | «Table Top Joe»            | 4:14         |
| 8.  | «Lost in the Harbour»      | 3:45         |
| 9.  | «We're All Mad Here»       | 2:31         |
| 10. | «Watch Her Disappear»      | 2:33         |
| 11. | «Reeperbahn»               | 4:02         |
| 12. | «I'm Still Here»           | 1:49         |
| 13. | «Fish & Bird»              | 3:59         |
| 14. | «Barcarolle»               | 3:59         |
| 15. | «Fawn»                     | 1:43         |

## Участники записи
- Том Уэйтс — вокал, фортепиано, меллотрон, чемберлин, тарелки, колокольчики
- Ларри Тэйлор — бас-гитара, акустическая гитара, электрогитара, перкуссия
- Колин Стетсон — саксофон, баритон-саксофон, кларнет
- Мэттью Сперри — бас-гитара
- Джино Робэр — перкуссия, барабаны, маримба
- Бейб Рисенфорс — альт, кларнет, перкуссия, маримба, скрипка, бас-кларнет
- Ник Фелпс — труба, валторна
- Эрик Пэрни — бас-гитара
- Карла Киглстедт — скрипка
- Даун Хармс — скрипка
- Джо Гор — электрогитара
- Стюарт Копеланд — ударная установка
- Бент Клаусен — фортепиано, пианино
- Мэтт Брабекк — виолончель, бас-гитара
- Эндрю Боргер — перкуссия
- Майлс Боисен — банджо
- Ара Андерсон — труба, сурдина
- Тим Аллен — скрейпер